# فرنسيسكو أوفييدو
فرنسيسكو أوفييدو (بالإسبانية: Francisco Oviedo)‏ هو محامي وسياسي باراغواياني، ولد في 1956. حزبياً، نشط في حزب كولورادو.